# Schizachyrium yangambiense
Schizachyrium yangambiense är en gräsart som beskrevs av Jacques Nicolas Ernest Germain de Saint-Pierre. Schizachyrium yangambiense ingår i släktet Schizachyrium och familjen gräs. Inga underarter finns listade i Catalogue of Life.